# Auguste Houzeau de Lehaie
Charles Auguste Benjamin Hippolyte Houzeau de Lehaie (* am 28. Juli 1832 in Mons, Belgien; † 20. Mai 1922 ebenda) war ein belgischer liberaler und dann sozialistischer Politiker. Er war weiterhin als Ökonom Hochschullehrer an der Bergbauschule des Hennegaus.

## Biographie
Auguste Houzeau de Lehaie, Vater von Jean Houzeau de Lehaie, wurde stark von seinem älteren Bruder Jean-Charles beeinflusst.

### Politisches Leben
Auguste Houzeau de Lehaie war Politiker, zunächst Bürgermeister der Gemeinde Hyon von 1867 bis 1878, Gemeinderat und Beigeordneter für öffentliche Bildung in Mons von 1879 bis 1884 sowie Provinzrat der Provinz Hennegau. Er wurde 1882 Abgeordneter und 1897 Senator des Arrondissements Charleroi-Thuin.
Als Mitglied der Interparlamentarischen Union trat er 1894 der sechsköpfigen Kommission bei, die für die Ausarbeitung eines Entwurfs für einen Ständigen Schiedshof zuständig war. Er stellte den Plan 1895 auf der internationalen Konferenz in Brüssel vor. Von 1912 bis 1920 gehörte er zu den fünf Mitgliedern des Exekutivkomitees der Interparlamentarischen Union unter dem Vorsitz von Lord Weardale.
1904 schlug Auguste Houzeau de Lehaie Bertha von Suttner und Fredrik Bajer der Jury für den Friedensnobelpreis vor. Sollte der Preis einer Institution verliehen werden, schlug er vor, entweder das Bureau International Permanent de la Paix, eine Initiative der Interparlamentarischen Union von dessen dritter Konferenz am 13. November 1891 in Rom, oder die Interparlamentarische Union selbst zu benennen. 1905 gewann Bertha von Suttner den Preis, während Fredrik Bajer ihn 1908 mit dem Journalisten und Anwalt Klas Pontus Arnoldson teilte. 1910 verlieh die Jury den Preis dem Bureau International Permanent de la Paix.

### Wissenschaftliche Karriere
Lehaie war Professor für politische, geografische und industrielle Ökonomie an der École des Mines de Mons. 1876 war er eines der Gründungsmitglieder der Société royale belge de géographie. Er war Mitglied des Zentralkomitees, dessen Vizepräsident und schließlich von 1897 bis 1903 dessen Präsident.
1867 übernahm er zusammen mit Alphonse Briart und François-Léopold Cornet die Ausgrabung der neolithischen Feuersteinminen bei Spiennes und Mesvin während des Baus der Eisenbahnlinie zwischen Mons und Charleroi. Die Ergebnisse wurden auf dem Internationalen Kongress für Prähistorie 1872 in Brüssel vorgestellt. Fünf Jahre später veröffentlichte er ein Elementares Handbuch der Physischen Geographie.

### Weitere Aktivitäten
Lehaie gründete die Monser Bank „Union du Crédit“, die „ehrlichen“ Händlern in finanziellen Schwierigkeiten günstige Kredite gewähren sollte. Er war Mitglied der Freimaurer-Großloge Grand Orient de Belgique.

## Werk
- zusammen mit François-Léopold Cornet & Alphonse Briart: Rapport sur les découvertes géologiques et archéologiques faites à Spiennes en 1867. SSALH, Band III, Nr. 2. 1867. S. 38.